# Crewe, Virginia
Crewe är kommun (town) i Nottoway County i Virginia. Orten har fått sitt namn efter Crewe i England. Vid 2010 års folkräkning hade Crewe 2 326 invånare.